# Semiothisa lataria
Semiothisa lataria là một loài bướm đêm trong họ Geometridae.